# Purpura

Purpura

Unter Purpura (kurz für Purpura haemorrhagica, erstmals beschrieben 1735 von Paul Gottlieb Werlhof für die Idiopathische thrombozytopenische Purpura) versteht man Kapillarblutungen in der Haut, Unterhaut (Subkutis) oder den Schleimhäuten (Hautblutung). Die einzelnen Blutungen können punktförmig (Petechien), seltener auch streifenförmig (Vibex), kleinflächig (Sugillation) oder flächenhaft (Ekchymose) sein.
Die Ursache für eine Purpura ist eine Blutungsneigung (hämorrhagische Diathese, „Blutdurchtritt“) durch zum Beispiel:
- Erkrankungen der Blutgefäße (Vaskulitis)
- Schädigung der Blutplättchen (Thrombozytopathie)
- toxisch-allergische Gerinnungsstörungen (zum Beispiel durch Arzneimittel oder Infektion)
- Blutstauung (Stase)
- Strahlenkrankheit

Purpura kommt meist an den unteren Extremitäten vor. Die Blutflecken sind zunächst rot, später verfärben sie sich durch den Abbau des Hämoglobins über braun und grün zu gelb.
Im Gegensatz zu einem Erythem verschwinden die Flecken nicht bei Druck auf die entsprechende Stelle.

## Sonderformen
- Purpura Schönlein-Henoch (Purpura anaphylactoides, anaphylaktoide Purpura)
- Thrombotisch-thrombozytopenische Purpura (Moschcowitz-Syndrom)
- Purpura anularis teleangiectodes (Majocchi-Syndrom)
- Idiopathische thrombozytopenische Purpura (idiopathische Thrombozytopenie, Werlhof)
- Autoerythrozytische Purpura (Gardner-Diamond-Syndrom)
- Purpura fulminans (Protein-C-Mangel)